# MAN Diesel
Die MAN Diesel SE (bis 2006 als MAN B&W) war ein Tochterunternehmen der MAN mit Sitz in Augsburg. Es ging zum 1. Januar 2010 durch eine Fusion mit der MAN Turbo AG in der MAN Diesel & Turbo SE auf. Produziert werden unter anderem die weltweit größten und leistungsstärksten Dieselmotoren, eingesetzt hauptsächlich als Schiffsantrieb, aber auch in Kraftwerken. In Hamburg dient das MAN Diesel-Motorenwerk als Werkstatt für Schiffsmotoren, die dort gewartet, überholt und repariert werden.

## Geschichte
MAN Diesel hatte eine große Tradition im Dieselmotorenbau. Rudolf Diesel stellte 1897 den ersten Dieselmotor in der damaligen Maschinenfabrik Augsburg fertig.
Die dänische Tochter Burmeister & Wain mit Sitz in Kopenhagen wurde in den 1980er Jahren zugekauft. Weitere Dieselmotorenhersteller wurden seitdem übernommen, darunter im Jahr 2000 die ursprünglich von Ruston & Hornsby stammende Dieselsparte von Alstom. Bis zum 1. September 2006 firmierte das Unternehmen unter dem Namen MAN B&W Diesel AG. Am 14. Juli 2009 wurde die Fusion mit der MAN Turbo AG zum Konzernbereich Power Engineering bekannt gegeben. Die Fusion wurde am 26. März 2010 (rückwirkend zum 1. Januar) mit Eintragung der MAN Diesel und Turbo SE im Handelsregister Augsburg vollzogen.

## Produkte

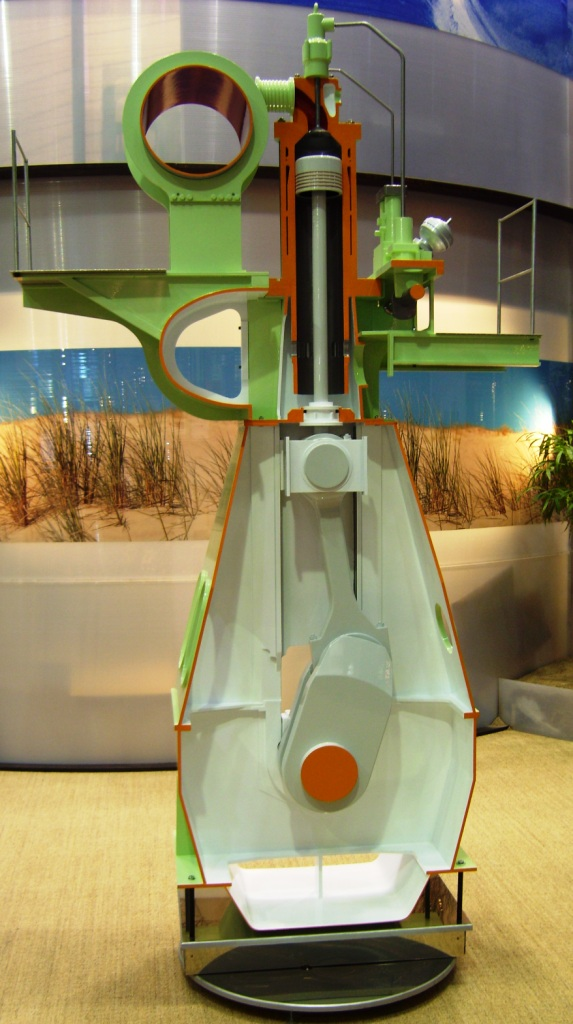
Modell der MAN-Zweitakt-Schiffsdieselmotoren

Das Werk in Augsburg konstruiert und produziert Dieselmotoren für Schiffsantriebe und Kraftwerke mit einer Leistung zwischen 430 kW und 97.300 kW. Ausgeliefert werden diese per Lkw-Schwertransport zum Neckar-Hafen Heilbronn.
MAN liefert komplette Antriebsanlagen mit Getriebe und Propeller. Die dänische Tochter in Kopenhagen konstruiert Zweitakt-Dieselmotoren, die hauptsächlich als Schiffshauptmaschinen eingesetzt werden. Sie werden in der ganzen Welt, in erster Linie aber in Asien (Japan, Korea, China, Vietnam) nach dänischem Engineering und Musterzeichnungen gebaut. Die größten Motoren kamen seit vielen Jahren von koreanischen Werftbetrieben. Über lange Jahre waren dies Reihenmotoren mit sieben, acht und neun Zylindern, später waren auch Zwölf- und Vierzehnzylinder mit bis zu 97.300 kW Antriebsleistung verfügbar. Diese Motoren unterscheiden sich stets nur in der Leistung, Zylinderzahl und Baulänge. Ihr Querschnitt und die Komponenten waren in einem strikten Baukastensystem immer die gleichen.
Die Bohrung der größten Motorenbaureihe K108 betrug 1080 mm, der Hub 2660 mm, womit solch ein Motor mit über 14 Metern Höhe und rund sieben Metern Breite mit Längen bis zu 32 Metern einen Platzbedarf hat, wie vergleichbar ein Einfamilienhaus oder ein Doppelhaus. Dieser Motortyp bringt seine Höchstleistung bei einer Drehzahl von 97 Umdrehungen pro Minute. Sein Dieselverbrauch ist in der Variante als L2 (reduzierte Spitzenleistung mit 162 g/kWh) niedrig. B&W-Motoren wurden auch in der VR China gebaut.
Die Spezialität des deutschen Unternehmensteils waren mittelschnelllaufende Viertakt-Dieselmotoren. Größter Motor war zum Zeitpunkt der Unternehmensfusion ein Achtzehnzylinder-V-Motor mit 22.600 kW. Auch in niedrigeren Leistungsklassen mit Viertakt-Antrieben war man bei MAN lieferfähig, das Produktprogramm reichte herunter bis zu Motoren von ungefähr 430 kW. Der kleinste Viertakter hatte eine Bohrung von 160 mm und einen Hub von 240 mm. Das darunterliegende Marktsegment, wie etwa für Lkw-Motoren, wurde von der Konzernschwester MAN-Motoren abgedeckt.
Die von MAN gebauten Verstellpropeller hatten einen Durchmesser von bis zu 7,3 m und ein Gewicht von bis zu 77,2 Tonnen.

## Konsolidierungskreis

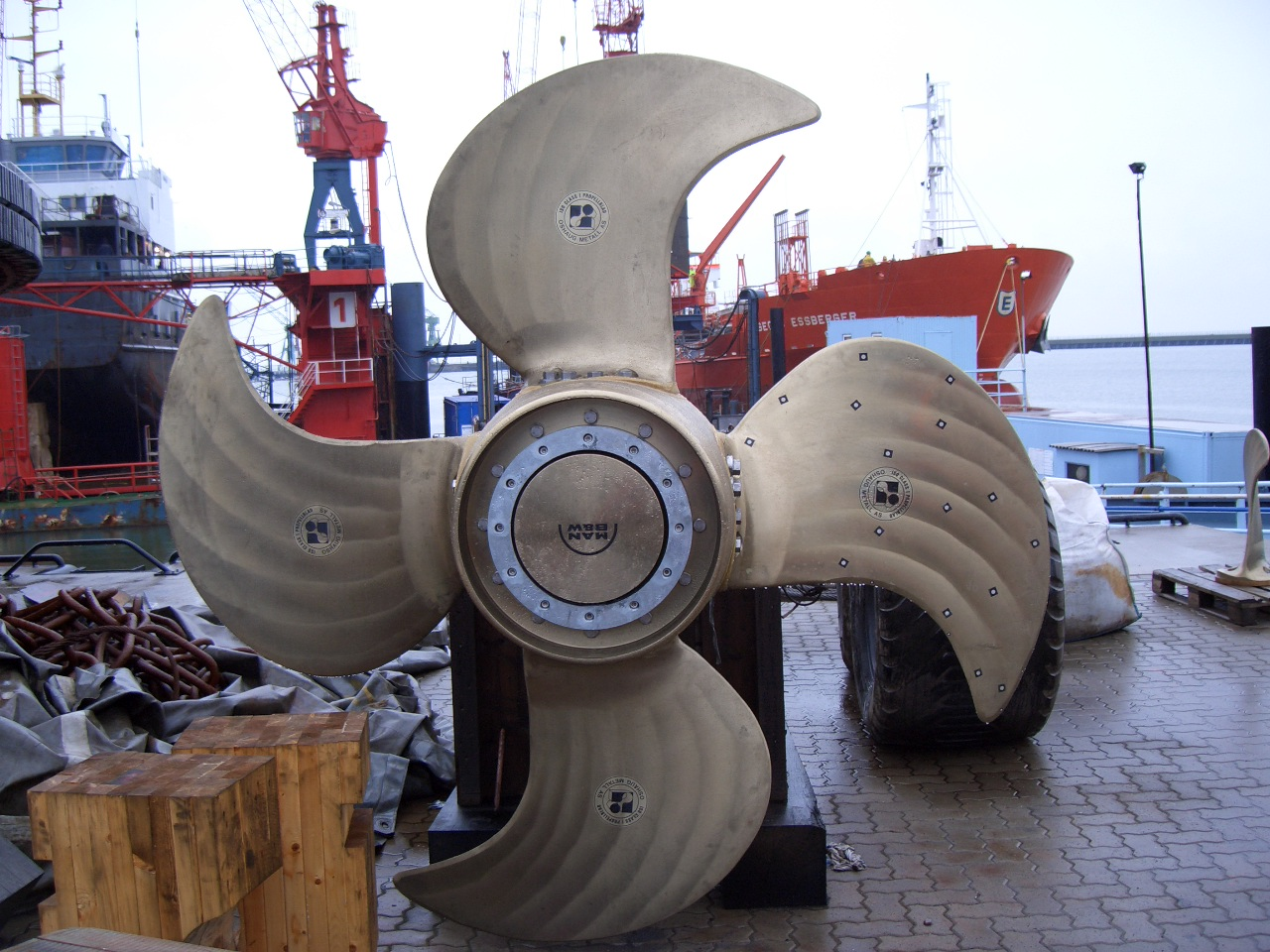
MAN-Schiffspropeller

Die MAN Diesel SE war die Muttergesellschaft des Teilkonzerns (MAN Diesel Group), die aus Herstellerunternehmen für Schiffsmotoren, Schiffspropeller, Turboladern, Dieselgeneratoren und Kraftwerken bestand.
Wesentliche konsolidierte Beteiligungen der MAN Diesel SE waren:
- MAN Diesel SE, Kopenhagen, Dänemark
- MAN Diesel Ltd, Stockport, Großbritannien
- MAN Diesel SAS, Villepinte, Frankreich
- MAN Diesel (Singapore) Pte. Ltd., Singapur
- MAN Diesel Australia Pty. Ltd., Sydney, Australien
- MAN Diesel Canada Ltd., Oakville, Kanada
- MAN Diesel North America Inc., New York, USA
- MAN Diesel India Ltd., Aurangabad, Indien
- Rostock Diesel Services GmbH, Rostock, Deutschland
- PBS Turbo, Velka Bites, Tschechische Republik

## Sonstiges
Für eine Serie von fünf Containerschiffen, den Typ Hyundai 9000, entwickelte MAN Diesel SE im Jahre 2006 unter der Bezeichnung K98 MC den ersten Dieselmotor mit über 100.000 PS (73.500 kW). Eine Variante davon, der 14K98MC7 mit 116.875 PS (87.200 kW), war 2008 der stärkste Schiffsmotor der Welt, wurde aber zu diesem Zeitpunkt noch nicht verbaut.
Der 2016 gebaute Produktentanker Lindanger fährt als eines der weltweit ersten Schiffe mit dem umweltfreundlichen Treibstoff Methanol. Vier einer Serie von sieben neuen Produktentankern mit Methanol als alternativen Kraftstoff wurden von Hyundai Mipo Dockyard Co., Ltd (HMD) für die norwegischen Reeder Westfal-Larsen und Marinvest gebaut. Die Dual-Fuel-Hauptmotoren vom Typ B&W 6G50ME-9.3 LGIB mit einer Nennleistung von 10.320 kW bei 100/min werden mit Methanol und Marinedieselöl (MGO) als Zündöl gefahren. Sie wurden von MAN B&W entwickelt und von der Motoren- und Maschinenbau-Abteilung von Hyundai Heavy Industries gebaut.